# Nymölla
Nymölla er en lille landsby i det østlige Skåne i Sverige.
Nymölla er beliggende ud til Østersøen i Bromölla Kommune i Skåne län. Den har et areal på 2 km2
og et befolkningstal på 261 (2023) indbyggere.